# Dysdera kronebergi
Dysdera kronebergi là một loài nhện trong họ Dysderidae.
Loài này thuộc chi Dysdera. Dysdera kronebergi được miêu tả năm 1992 bởi Dunin.